# Jean-Claude Morchoisne
Jean-Claude Morchoisne, né en 1944, est un caricaturiste français. 

## Biographie
Après avoir fait les Beaux-arts à Orléans en 1961, il commence sa carrière en 1965, au journal Les Pieds nickelés magazine, avec son frère Jacques au scénario.
En 1968, il entre au magazine Pilote, où il rencontre les caricaturistes Patrice Ricord et Jean Mulatier, qui viennent d'y fonder la série des Grandes Gueules. Il se joint alors à eux pour réaliser des portraits-charges réalistes qui figurent en quatrième de couverture de la revue. En 1973, il réalise l'affiche du film de la série des Charlots Le Grand Bazar. Le trio fonde en 1974 la revue Mormoil. dont Morchoisne fait la couverture du numéro deux, avec une caricature d'Einstein. Il illustre le numéro 700 de Pilote avec une caricature d'Hitler, accompagnée du titre suivant : « Le Führer qui fait fureur », comme il est raconté dans leur album Grandes Gueules Superstars, paru en 1981, Pilote voulait la tête d'Hitler pour sa couverture, à la suite d'une enquête qui indiquait que son portrait, ainsi que celui de Brigitte Bardot, en couverture d'un magazine, faisait grimper les ventes de 10 %. Les éditorialistes de Mormoil font ainsi également figurer Bardot, dessinée par Morchoisne, en couverture du numéro 3 de leur magazine.
En 1979, paraît le premier album des Grandes Gueules aux éditions du Pont-neuf. Suivent d'autres albums : Grandes gueules de France, Grande gueules par deux. En 1981, Morchoisne réalise une série de caricatures des quatre candidats à l'élection présidentielle pour Pilote. Les planches, où chaque homme politique est comparé à un animal selon une suggestion graphique de Ricord, sont ensuite réunies en plaquette avec le titre Les Grands Prédateurs, éditée par Dervish Publication 1000. Le concept est ensuite développé dans trois des albums du trio Ces animaux qui nous gouvernent 1 et 2 et Télé ton univers impitoyable.
Après l'arrêt de l'association, il publie en 1987 un album en collaboration avec l'auteur Jacques Rampal et le caricaturiste Jean-Pierre Dubouch, intitulé Drôle d'État. À la suite de son premier album seul, Comme des bêtes, édité aux éditions No1, il publie en 1992 L'homme politique descend du singe, où il reprend le principe de comparer les visages d'hommes politiques à des animaux. Entre 1993 et 1995, il réalise les caricatures pour les nouvelles marionnettes du Bébête-show, sur TF1.
En 1999, il s'associe avec Laurent Gerra, qui écrit les textes de plusieurs de ses derniers albums, dont le premier est Les Gueules du siècle. Suivent Ces cabots qui nous gouvernent, Télé circus ou encore La Ferme ! ou La foire aux bestiaux. Morchoisne illustre aussi les affiches de spectacles de Gerra. Depuis 1999, il réalise régulièrement des caricatures pour le journal Les Échos.
Il est membre de l'Académie Alphonse-Allais depuis 2014.

## Albums

### Série desGrandes Gueules
- Les Grandes Gueules, éditions du Pont-Neuf, 1976  (ISBN 2-7191-0077-3)
- Grandes Gueules de France, éditions Atelier 786, 1980  (ISBN 2-903403-01-5)
- Grandes Gueules par deux textes de Pierre Desproges, éditions de l'Atelier, 1981  (ISBN 2-903403-03-1)
- Grandes Gueules superstars, éditions de l'Atelier, 1981  (ISBN 2-903403-04-X)
- Grandes Gueules à poils, éditions Dervish publications 1000, 1983  (ISBN 2-903403-07-4)
- Le Livre d'or des grandes gueules, éditions Dervish publications 1000, 1983,
- Le Ciné-club des grandes gueules, éditions Dervish Publications 1000, 1983  (ISBN 2-903403-06-6)
- Ces animaux qui nous gouvernent Glénat, 1984  (ISBN 2-903403-10-4)
- Ces animaux qui nous gouvernent, tome 2, Glénat, 1985  (ISBN 2-903403-13-9)
- Télé, ton univers impitoyable, Glénat, 1985  (ISBN 2-903403-12-0)
- Quoi choisir, 50 millions de grandes gueules, Glénat, 1986  (ISBN 2-903403-14-7)

### Albums de Morchoisne
- Les Grands Prédateurs, éditions Dervish publication 1000, 1981
- Comme des bêtes, éditions no 1, 1989
- L'homme politique descend du singe, éditions Hors-collection, 1992
- Ces légumes qui nous gouvernent , Dargaud, 2010
- Les Emplumés[7], Glénat, 2013
- Éjection présidentielle[8], éditions Hors-collection, 2016

### En collaboration

#### Avec Laurent Gerra
Depuis 1999, Laurent Gerra publie aux éditions Hors collection, en collaboration avec Jean-Claude Morchoisne et l'éditeur-auteur Jean-Louis Festjens, une série d'albums :
- Les Gueules du siècle, 1999
- Ces cabots qui nous gouvernent, 2002
- Ces cabots qui gouvernent le monde, 2003
- Télé Circus[5], 2005
- Les Cromagnons de la politique, 2006  (ISBN 2-258-07085-6)
- La Ferme ! ou La Foire aux bestiaux[6], 2009
- Tous au piquet !, 2012

#### Autres collaborations
- Drôle d'État, avec Jacques Rampal et Jean-Pierre Dubouch, Glénat, 1987
- Vu à la télé : leur visage les trahit !, avec Carleen Binet, préface de Patrick Sébastien, Hors collection, 1992 (ISBN 2-258-03592-9)
- Les Nouvelles Fables de La Fontaine en collaboration avec Jacques Rampal, Intervista, 2007 et 2008
- Les Politiques à pile ou face[9], avec Jacques Rampal (texte) et Vic (dessin), Hors Collection, 2007
- La Bande à Sarko[10], avec Jacques Rampal, Hors Collection, 2008
- La gauche voit rouge[11], avec Jacques Morchoisne, Hors Collection, 2008
- Ces grosses bêtes qui nous gouvernent[12], avec Didier Porte, Dargaud, 2012  (ISBN 978-2-205-06821-4)
- Portraits crachés[13], avec François Morel, Glénat, 2015
- Hommage à Bécassine[14], HS 4, collectif, Gautier-Languereau, 2016  (ISBN 978-2-01-460171-8)